# 南ヶ丘牧場

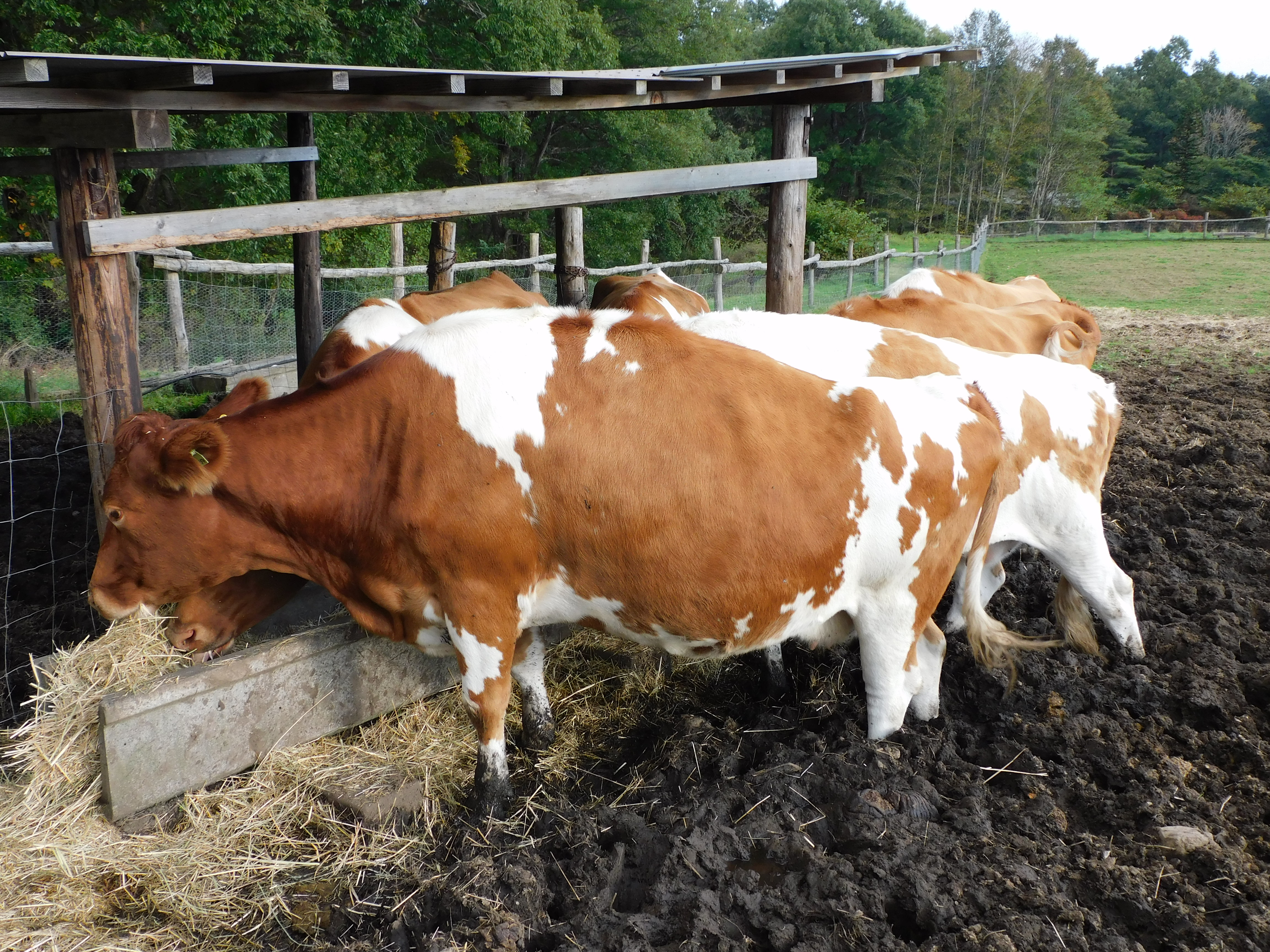
ガーンジィ牛

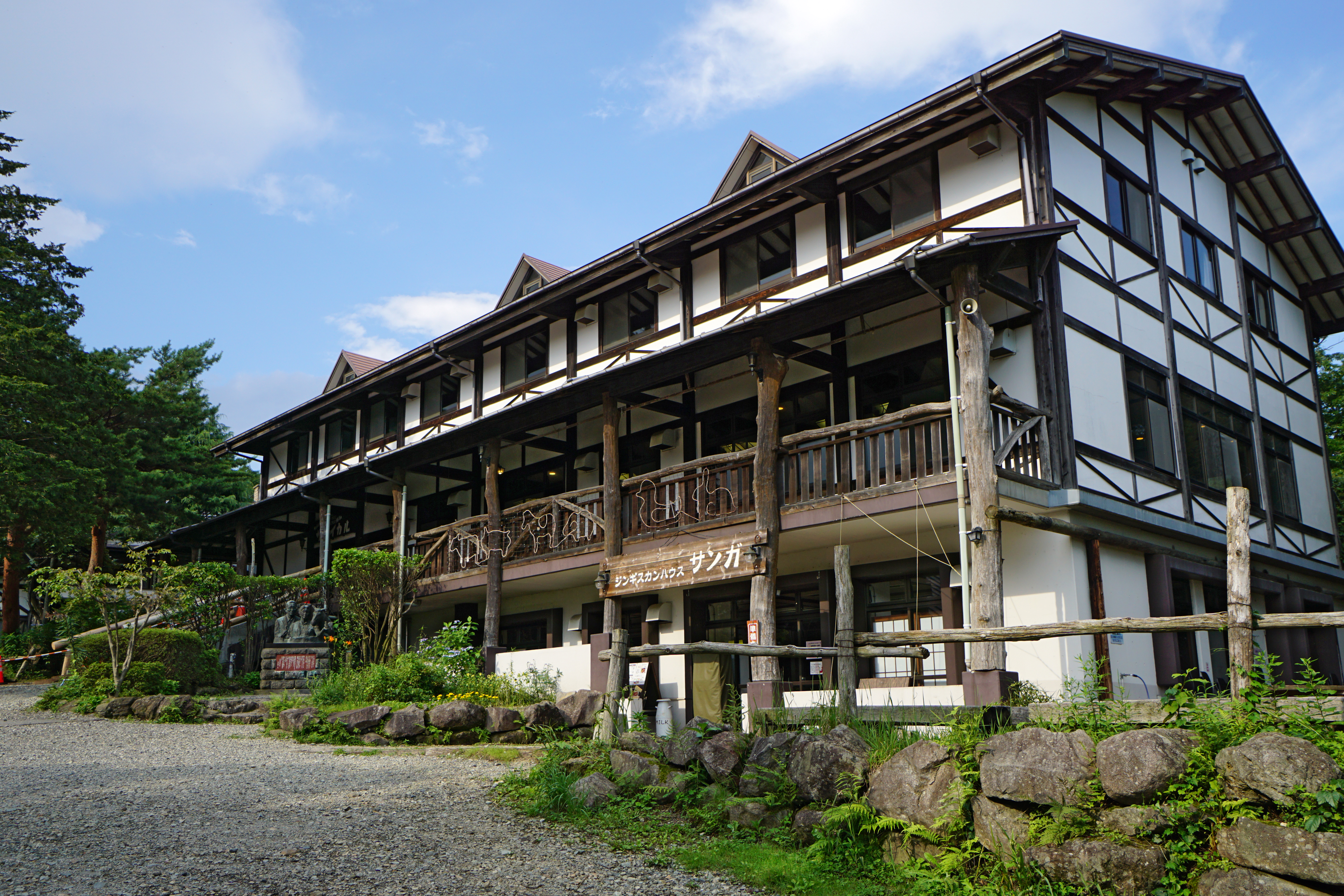
那須牧場 ジンギスカンハウス「サンガ」

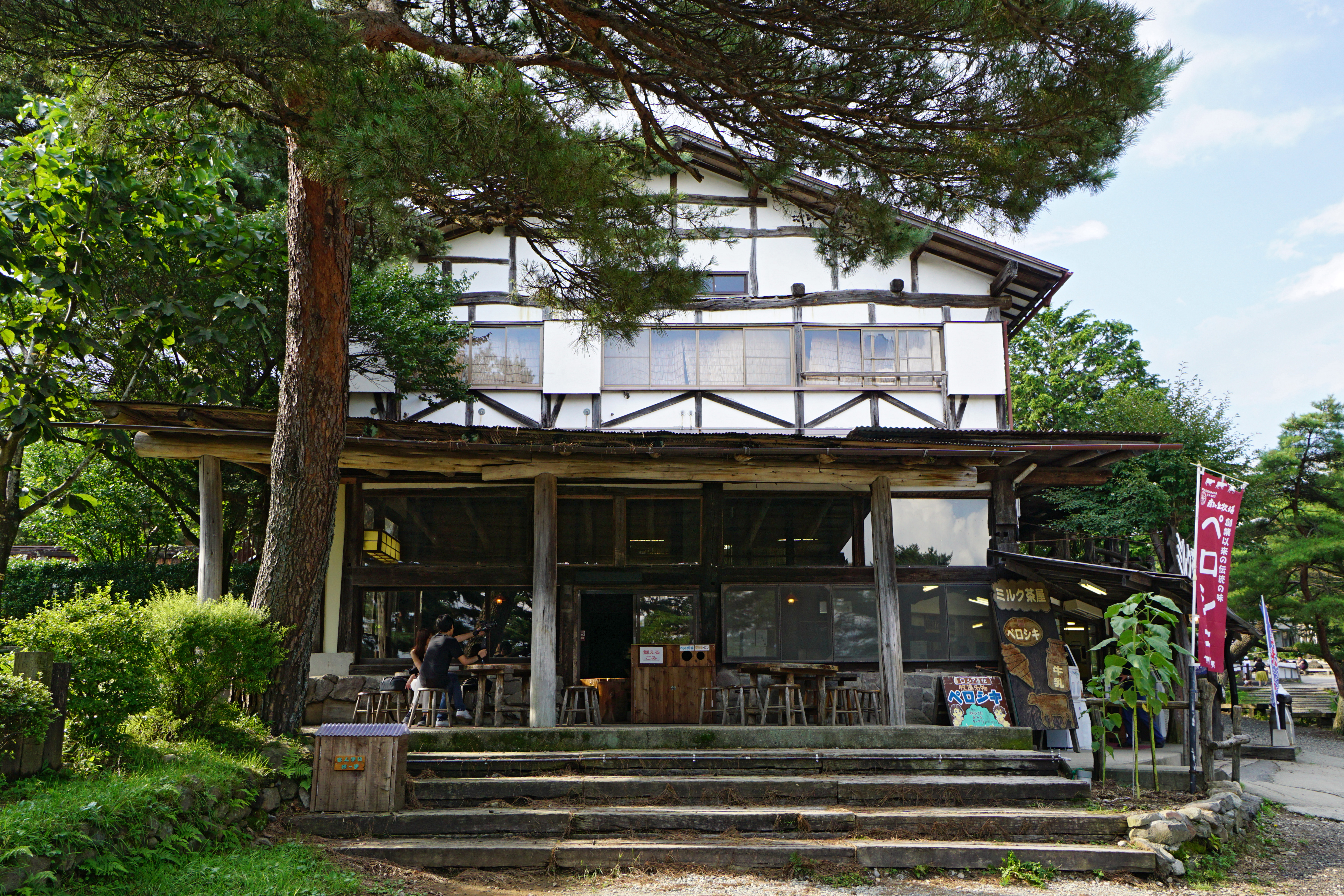
那須牧場 ミルク茶屋

株式会社南ヶ丘牧場（みなみがおかぼくじょう）は、栃木県那須高原に本拠を置く酪農経営企業。現在4つの牧場を経営している。
観光に力を入れており、牧場内では乗馬以外にロバに乗ることもできる。日本では飼育数の少ないガーンジィ牛（イギリスチャネル諸島のガーンジー島発祥）の育成・加工・販売をしている。ガーンジィ牛は、ホルスタインよりも小柄で牛乳は乳脂肪分や蛋白質、無脂固形分が高くなっており色もやや黄色がかったものである。

## 略歴
- 1928年 - 創業者の岡部勇雄が満州大興安嶺山脈の麓で開拓に従事、大規模な酪農を行った。
- 1945年 - ソビエト連邦の対日宣戦により岡部らは命からがら日本に帰る。
- 1948年 - 岡部ら開拓団が那須高原で再び開拓に従事。
- 1949年 - 日本帰国後初の乳牛を手に入れる（ホルスタイン）。
- 1951年 - ガーンジィ牛を導入。ロシア風の黒パン、ペロシキの製造販売も始める。
- 1963年 - スモークチーズの製造販売開始。
- 1964年 - 観光客をもてなすための新館が福島県の旧家を移設改装して完成。
- 1972年 - 福島県耶麻郡猪苗代町に磐梯高原牧場の開拓を始める。
- 1982年 - 磐梯牧場にロッジが完成する。
- 1989年 - 第2回岩切章太郎賞受賞。
- 2002年 - 皇太子徳仁親王一家来場。
- 2003年 - テレビ番組『どっちの料理ショー』で取り上げられる。

その後、山形牧場、岩代牧場を整備している。

## 管理牧場
那須牧場
- 栃木県那須郡那須町湯本579（北緯37度4分38.7秒 東経140度0分3.1秒 / 北緯37.077417度 東経140.000861度）

磐梯高原牧場
- 福島県耶麻郡猪苗代町大字磐根字遠山1039-38（北緯37度32分9.1秒 東経140度2分17.7秒 / 北緯37.535861度 東経140.038250度）

岩代牧場
- 福島県二本松市西勝田字三本松1-1（北緯37度32分57.7秒 東経140度29分39秒 / 北緯37.549361度 東経140.49417度）

## 交通アクセス
那須牧場
- 那須塩原駅または黒磯駅からバス
- 東北自動車道那須インターチェンジから10km

磐梯高原牧場
- 磐越自動車道猪苗代磐梯高原インターチェンジまたは磐梯河東インターチェンジから18km

## 営業時間
那須牧場
8:00〜17:30 ※年中無休。入場料無料。駐車場無料（400台駐車可能）。

## 関連書籍
- 大興安嶺の落日（水上七雄 著）